# Защитник (фильм, 2015)
«Защитник» (англ. Concussion — «Сотрясение») — американский биографический фильм режиссёра Питера Ландесмана с Уиллом Смитом в главной роли. Лента основана на статье Жанны Мари Ласкас в журнале GQ об усилиях судебно-медицинского патологоанатома Беннета Омалу, пытавшегося осветить свои исследования по дегенерации мозга при хронической травматической энцефалопатии (ХТЭ), которой подвергаются профессиональные игроки в американский футбол.
Премьера фильма состоялась на фестивале Американского института киноискусства (AFI Fest) 10 ноября 2015 года. Премьера в кинотеатрах состоялась 25 декабря 2015 года.

## Сюжет
Центр Питтсбург Стилерз Майк Уэбстер найден мертвым в своем пикапе после многих лет самоувечий и бродяжничества. Перед смертью Джастин Стржельчик, друг и бывший игрок в американский футбол, признается Уэбстеру, что начинает терять память, рассказывает странные вещи своим детям и чуть не ударил свою жену о стену. Дезориентированный Уэбстер отмахивается от беспокойства Стрельчика и безумно говорит ему, что самое главное «закончить игру», повторяя то, что он сказал во время своей речи в Зале славы.
Доктор Беннет Омалу (Уилл Смит), судебно-медицинский эксперт из округа Аллегейни, Пенсильвания, работающий коронером, проводит вскрытие Уэбстера. Он задается вопросом, как здоровый человек мог бы так быстро дегенерировать, и ему необходимо выяснить, почему он умер от сердечного приступа в возрасте всего лишь пятидесяти лет. Доктор Омалу внимательно изучает предметное стекло с мозгом Уэбстера и обнаруживает признаки тяжелой нейротравмы, делая вывод, что Уэбстер умер в результате долговременного воздействия многократных ударов по голове, расстройства, которое он называет хронической травматической энцефалопатией (ХТЭ). С помощью бывшего доктора команды «Стилерс» Джулиана Бейлса, коллеги-невролога доктора Стивена ДеКоски и окружного коронера доктора Сирила Вехта, доктор Омалу публикует свои выводы в журнале «Нейрохирургия», но его выводы отклоняются НФЛ.
В течение нескольких лет доктор Омалу обнаруживает, что ещё у трех умерших игроков НФЛ, Джастина Стрельчика (2004), Терри Лонга (2005) и Андре Уотерса (2006), проявлялись симптомы, очень похожие на симптомы Уэбстера. Он убеждает недавно назначенного комиссара НФЛ Роджера Гуделла позволить ему представить свои выводы перед комитетом по безопасности игроков. Тем не менее, НФЛ не воспринимает его всерьез, и доктору Омалу запрещено участвовать в заседании комитета, бывший сотрудник НФЛ Бейлс выступает с докладом вместо доктора Омалу. Тем не менее, встреча была организована, и на ней НФЛ утверждает, что травма головы игроков не связана с футболом, а скорее с травмами в прошлом. Когда доктор Омалу покидает собрание, бывший исполнительный директор Ассоциации игроков НФЛ Дэйв Дьюэрсон гневно конфликтует с ним и говорит «вернуться в Африку».
Доктор Омалу подвергается значительному давлению, так как футбол является популярным видом спорта в Питтсбурге, а также создает рабочие места. Вехт подвергается политически мотивированному судебному преследованию по обвинению в коррупции, и доктор Омалу вынужден покинуть Питтсбург, чтобы избежать депортации или тюремного заключения по мелким обвинениям в качестве наказания за нанесение вреда имиджу НФЛ. Перед отъездом он призывает НФЛ обнародовать правду. У жены доктора Омалу, Премы, случается выкидыш из-за стресса. Семья Омалу вынуждена покинуть дом своей мечты за пределами Питтсбурга и переехать в Лодай, штат Калифорния, где доктор Омалу начинает работать в управлении коронера округа Сан-Хоакин.
Три года спустя доктора Омалу оправдывают, когда Дьюэрсон совершает самоубийство из-за нарастающей неспособности справиться с ухудшением когнитивной функции. В своей предсмертной записке Дьюэрсон признает, что доктор Омалу был прав, и предлагает свой мозг для будущих исследований. Доктора Омалу приглашают выступить на конференции Ассоциации игроков НФЛ с докладом о сотрясении мозга и ХТЭ. Он сообщает им, что однажды мечтал никогда не встречать Майка Уэбстера, но, встретив его, он обязан проинформировать игроков НФЛ об истинных рисках, на которые они идут, играя в футбол. Доктор Омалу говорит, что не держит обиды на НФЛ и советует лиге простить себя и быть в мире с самой собой. На фоне растущего пристального внимания со стороны Конгресса США НФЛ вынуждена более серьёзно относиться к проблеме сотрясения мозга, и в 2011 году игроки НФЛ подали в суд на лигу за то, что они не были должным образом проинформированы о риске ХТЭ. Доктору Омалу предлагается должность главного судебного медика в Вашингтоне, но в заключительных титрах рассказываются, что Омалу отказывается от предложения и остается со своей семьей в Лоди, став натурализованным гражданином США в феврале 2015 года. В заключении показаны сообщения о самоубийстве Джуниор Сео в 2012 году и последующих судебных процессах, в которых тысячи бывших игроков выступили против НФЛ.

## В ролях
- Уилл Смит — д-р Беннет Омалу
- Алек Болдуин — д-р Джулиан Бейлс
- Альберт Брукс — д-р Сирил Вехт
- Гугу Мбата-Роу — Према Мутисо
- Дэвид Морс — Майк Уэбстер
- Арлисс Ховард — д-р Джозеф Марун
- Майк О’Мэлли — Дэниел Салливан
- Эдди Марсан — д-р Стивен Декоски
- Хилл Харпер — Кристофер Джонс
- Адевале Акиннуойе-Агбадже — Дэйв Дьюэрсон
- Стивен Мойер — д-р Рон Хэмилтон
- Ричард Т. Джонс — Андре Уотерс
- Пол Райзер — д-р Эллиот Пеллман
- Люк Уилсон — Роджер Гуделл
- Сара Линдсей — Грейси
- Мэттью Уиллиг — Джастин Стрельчик
- Битси Таллок — Кина Стрельчик

## Производство

### Разработка
Идея Ридли Скотта снять фильм о сотрясениях мозга футболистов появилась после знакомства с исследованием доктора Беннета Омалу о бывших звездах НФЛ Джуниоре Со и Дэйве Дьюэрсоне, которые покончили жизнь самоубийством из-за хронической травматической энцефалопатии (ХТЭ). Скотт был настроен на режиссуру после своего фильма «Исход: Цари и боги», одновременно он и продюсер Джаннина Фасио нашли сценариста. В ноябре — декабре 2013 года в разработке находились ещё два фильма про сотрясения мозга у игроков НФЛ: «Решение игрового времени» со сценаристом, режиссёром и бывшим участником тренировочного лагеря НФЛ Мэтью А. Черри и актёром Исайей Вашингтоном и «Лига отрицания», которую продюсировали Уолтер Ф. Паркс и Лори Макдональд. Ландесман написал свой сценарий, основываясь на статье 2009 года в журнале GQ «Игровой мозг» («Game Brain») Жанны Мари Ласкас. Смит и Марсан ранее работали вместе в 2008 году в супергеройском фильме «Хэнкок». Фильм получил 14,4 млн долл. США в виде налогово-бюджетных отчислений из Пенсильвании.

### Съёмки
Основные съемки начались 27 октября 2014 в Питтсбурге и продолжались там до середины января. Одна из ключевых сцен фильма была снята в ресторане Altius в Питтсбурге. Другие сцены в районе были сняты в церкви в районе Hill District, библиотеке Карнеги в Брэддоке,
 и в деловом районе Питтсбурга.

### Музыка
Джеймс Ньютон Ховард написал музыку для фильма. Klayton (фронтмен Celldweller) предоставил синтезаторное произведение для альбома.
 R & B-певец Леон Бриджес предоставил свою новую песню под названием «So Long».

## Релиз
Первый трейлер был выпущен на YouTube 31 августа 2015 года компанией Sony Pictures Entertainment.

Фильм вышел 25 декабря 2015 года.

Маркетинг включал рекламу фильма, которая транслировалась во время игр НФЛ.

«Защитник» был выпущен в формате Digital HD 15 марта 2016 года, а спустя две недели на DVD, Blu-ray и 4K Ultra HD.

## Восприятие

### Прокат
«Защитник» собрал $34,5 млн в Северной Америке и $14,1 млн на остальной территории. В общей сложности по всему миру собрал $48,6 млн при бюджете в $35 млн.
В США и Канаде фильм вышел 25 декабря 2015 одновременно с фильмами «Здравствуй, папа, Новый год!», «Джой», «На гребне волны» и широким прокатом «Игра на понижение». В первый уик-энд фильм собрал $8–10 млн в 2841 кинотеатрах. В итоге фильм собрал $10,5 млн, заняв 7 место в прокате. Из-за гонорара Смита и $35 млн бюджета фильм не окупил себя в прокате.

### Критика
На сайте Rotten Tomatoes фильм имеет рейтинг одобрения 59% на основе 205 обзоров со средним рейтингом 6,1/10. На сайте Metacritic фильм получил рейтинг 55/100 на основе 39 обзоров с итогом «смешанные или средние отзывы». На сайте CinemaScore зрители дали фильму среднюю оценку «A» на шкале от A+ до F.
Игра Уилла Смита была высоко оценена, он был номинирован на премию «Золотой глобус» за лучшую мужскую роль. Его нигерийский акцент был назван «убедительным», в отличие от акцента Алека Болдуина.

### Награды и номинации
| Awards                                    | Awards                                               | Awards | Awards    | Awards |
| Награды                                   | Категория                                            | Получатель(и) и номинант(ы)                                                                                       | Результат |        |
| ----------------------------------------- | ---------------------------------------------------- | --- | --------- | ------ |
| Ассоциация афро-американских кинокритиков | Лучший актёр                                         | Уилл Смит | Победа    |        |
| Голливудская кинопремия                   | Актёр года                                           | Уилл Смит | Победа    |        |
| Кинофестиваль в Палм-Спрингс              | Награда за актёрскую игру                            | Уилл Смит | Победа    |        |
| Кинофестиваль в Палм-Спрингс              | Режиссёрская награда                                 | Питер Ландесман                                                                                                   | Победа    |        |
| All Def Movie Awards                      | Лучшая актриса                                       | Гугу Мбата-Роу | Номинация |        |
| All Def Movie Awards                      | Лучший фильм                                         | | Номинация |        |
| Black Reel Awards                         | Лучший актёр в кинофильме                            | Уилл Смит | Номинация |        |
| Black Reel Awards                         | Лучший фильм                                         | | Номинация |        |
| Black Reel Awards                         | Лучшая актриса второго плана в кинофильме            | Гугу Мбата-Роу | Номинация |        |
| Black Reel Awards                         | Лучший актёрский ансамбль                            | | Номинация |        |
| Общество кинокритиков Денвера             | Лучший актёр                                         | Уилл Смит | Номинация |        |
| Ассоциация кинокритиков Джорджии          | Лучшая оригинальная песня                            | «So Long», написана Леоном Бриджесом, Джошем Блоком, Остином Дженкинсом и Крисом Вивионом, исполняет Леон Бриджес | Номинация |        |
| «Золотой глобус»                          | Лучшая мужская роль — драма                          | Уилл Смит | Номинация |        |
| Ассоциация киножурналистов Индианы        | Лучший актёр                                         | Уилл Смит | Номинация |        |
| Ассоциация киножурналистов Индианы        | Лучший актёр второго плана                           | Алек Болдуин | Номинация |        |
| Ассоциация киножурналистов Индианы        | Лучший актёр второго плана                           | Альберт Брукс | Номинация |        |
| NAACP Image Awards                        | Лучший фильм                                         | | Номинация |        |
| NAACP Image Awards                        | Лучший актёр в полнометражном фильме                 | Уилл Смит | Номинация |        |
| NAACP Image Awards                        | Лучшая актриса второго плана в полнометражном фильме | Гугу Мбата-Роу | Номинация |        |
| «Спутник»                                 | Лучший актёр                                         | Уилл Смит | Номинация |        |
| MTV Movie Awards                          | Лучшая мужская роль                                  | Уилл Смит | Номинация |        |
| MTV Movie Awards                          | Лучший фильм, основанный на реальных событиях        | | Номинация |        |